# Dietrich Ernst André
Dietrich Ernst André (geboren zwischen 1680 und 1695 in Mitau, Kurland; gestorben 1734 in Paris) war ein Historien- und Bildnismaler, sowie Zeichner, der kurzzeitig als Hofmaler im Herzogtum Braunschweig tätig war.

## Leben
André war ein Sohn eines wohlhabenden Pächters in Mitau. Er nannte sich selbst latinisiert „Theod. Ernst Andreae Curonus“, signierte aber auch als Andrea Courlandicus und Andrea Curlandus. Er wunde um 1704 in Königsberg ein Schüler des niederländischen Kunsthändlers und Malers Justus van Bentum (1670–1727), den er auf seinen Kunsthandelsreisen nach Danzig und Hannover begleitete. So kam er 1716 auch nach Braunschweig, wo er sich nach zwölf Jahren von Bentum trennte und für einige Zeit in die Dienste des Herzogs August Wilhelm eintrat. Er hielt sich nach den Datierungen seiner Zeichnungen und Gemälde möglicherweise bis 1720/1721 in Braunschweig auf und der Maler Ludwig Wilhelm Busch (1703–1772) wurde einer seiner Schüler.
Obwohl ihm der Herzog ein Reisestipendium für einen Aufenthalt in Italien anbot, begab sich André über Holland nach England. Dort ließ er sich um 1722 zunächst in London nieder. Er soll unter anderem als Mitarbeiter von James Thornhill maßgeblich an der Ausmalung des Marine Hospitals (Royal Hospital) in Greenwich beteiligt gewesen sein. Für Richard Arundell, den Generalinspekteur des Bauamts Seiner Majestät, begann er eine Ausmalung des Treppenhauses in der Old Burlington Street Nr. 34 und fertigte für ihn mehrere Gemälde an. Das Treppenhaus wurde Giovanni Niccolò Servandoni fertiggestellt. Zu einem monochromen Werk von Sebastiano Ricci auf Goldmosaikgrund (Opferung für Apollo) schuf er das Gegenstück (Opferung für Diana, signiert mit Andrea Courlandicus). Dieses und einige weitere seiner Gemälde erwarb Sir William Arthington Worsley (1890–1973) für sein Anwesen Hovingham Hall in North Yorkshire. Um 1724 oder im Herbst 1726 zog er nach Paris.

## Werke (Auswahl)
- Vier Plafonds im Grauen Hof für Herzog August Wilhelm (nicht mehr erhalten)
  - Götterbankett und zwei Kaminstücke
- Porträt des Herzogs in römischer Rüstung
- Selbstbildnis (78 × 64 cm, Öl auf Leinwand), Herzog Anton Ulrich-Museum (es gab mehrere Repliken, unter anderem das Bild Selbstporträt im grünen Hausrock [81,5 × 65,8 cm] in der Hamburger Kunsthalle)[5]
- 1719: Anbetung des Kindes, Anbetung der Könige oder Die Anbetung der Weisen aus dem Morgenlande (34 × 34,5 cm, Ölgemälde), Herzog Anton Ulrich-Museum[6]
- Kreuzigung oder Christus am Kreuz Ölgemälde für die St.-Andreas-Kirche in Braunschweig
- Das neue Jerusalem (gemalt für den damaligen Pfarrer der St.-Andreas-Kirche)
- Porträt des Predigers Hermann Reinhold Pauli
- Opfernde Muse Museum Mitau
- Eine Serie von Tugenden in Greenwich (1824 zerstört)
- Allegorie auf die Vergänglichkeit Städtische Kunstsammlung Augsburg
- Royal Hospital, Upper Hall: George I and his Family; The Landing of William III at Torbey; The Landing of George I at Greenwich
- Time with Apollo and Diana The Sabin Galleries, London
- Christliche, mythologische oder historische Zeichnungen im Herzog Anton Ulrich-Museum

In der Galerie im Schloss Salzdahlum sollen sich unter anderem eine Anbetung der Hirten, die sterbende Kleopatra und das Bildnis des Galerieinspektors Ludwig Wilhelm Busch befunden haben.